# Powiat Nordhausen
Powiat Nordhausen (niem. Landkreis Nordhausen) – powiat w niemieckim kraju związkowym Turyngia. Siedzibą powiatu jest Nordhausen.

## Podział administracyjny
W skład powiatu Nordhausen wchodzą:
- cztery miasta (Stadt)
- jedna gmina (Landgemeinde)
- dziesięć gmin (Gemeinde)

Miasta:
| Lp. | Nazwa miasta   | Ludność (31 grudnia 2018) | Powierzchnia km² |
| --- | -------------- | ------------------------- | ---------------- |
| 1   | Bleicherode    | 10.419                    | 108,20           |
| 2   | Ellrich        | 5.543                     | 69,42            |
| 3   | Heringen/Helme | 4.737                     | 66,73            |
| 4   | Nordhausen     | 41.791                    | 108,24           |

Gminy: (Landgemeinde)
| Lp. | Nazwa gminy | Ludność (31 grudnia 2018) | Powierzchnia km² |
| --- | ----------- | ------------------------- | ---------------- |
| 1   | Harztor     | 7.588                     | 109,37           |

Gminy:
| Lp. | Nazwa gminy    | Ludność (31 grudnia 2018) | Powierzchnia km² |
| --- | -------------- | ------------------------- | ---------------- |
| 1   | Görsbach       | 1.030                     | 9,05             |
| 2   | Großlohra      | 908                       | 18,45            |
| 3   | Hohenstein     | 2.167                     | 60,81            |
| 4   | Kehmstedt      | 466                       | 11,40            |
| 5   | Kleinfurra     | 1.045                     | 18,61            |
| 6   | Lipprechterode | 509                       | 9,73             |
| 7   | Niedergebra    | 643                       | 9,99             |
| 8   | Sollstedt      | 2.879                     | 26,22            |
| 9   | Urbach         | 881                       | 25,26            |
| 10  | Werther        | 3.216                     | 61,43            |

## Zmiany administracyjne
- 1 stycznia 2019
  - rozwiązanie wspólnoty administracyjnej Hainleite